# ليندسي توماس (مغنية)
ليندسي توماس هي مغنية كندية، ولدت في 3 أبريل 1978، وتوفيت في 3 فبراير 2010 بسبب سرطان الرئة.

## وصلات خارجية
- ليندساي توماس على موقع قاعدة بيانات برودواي على الإنترنت (الإنجليزية)